# Llista de topònims de Vila-sana
Llista de topònims (noms propis de lloc) del municipi de Vila-sana, a Pla d'Urgell
Informació actualitzada per un bot. Els canvis manuals es perdran quan s'actualitzi!

## cabana
| imatge | Nom               | Ubicat a  | instància de | Detalls                     | coordenades                                                          | Protecció                                  | Commons (més fotos)         | Dades a WD                    |
| ------ | ----------------- | --------- | ------------ | --------------------------- | -------------------------------------------------------------------- | ------------------------------------------ | --------------------------- | ----------------------------- |
|        | Torre Celestino   | Vila-sana | cabana       | Estil: arquitectura popular | 41° 39′ 52″ N, 0° 53′ 01″ E / 41.66454°N,0.88355°E                   | bé integrant del patrimoni cultural català | Torre Celestino (Vila-sana) | Modifica les dades a Wikidata |
|        | cobert del Blanco | Vila-sana | cabana       |                             | 41° 40′ 21″ N, 0° 53′ 59″ E / 41.6724436321649°N,0.899767932251569°E |                                            |                             | Modifica les dades a Wikidata |
|        | cobert del Gep    | Vila-sana | cabana       |                             | 41° 40′ 05″ N, 0° 56′ 44″ E / 41.6681017755089°N,0.945553100345785°E |                                            |                             | Modifica les dades a Wikidata |
|        | cobert del Móra   | Vila-sana | cabana       |                             | 41° 40′ 44″ N, 0° 55′ 58″ E / 41.6787863472584°N,0.932658988057948°E |                                            |                             | Modifica les dades a Wikidata |

## església
| imatge | Nom                                | Ubicat a  | instància de                 | Detalls                     | coordenades                                        | Protecció                                  | Commons (més fotos)      | Dades a WD                    |
| ------ | ---------------------------------- | --------- | ---------------------------- | --------------------------- | -------------------------------------------------- | ------------------------------------------ | ------------------------ | ----------------------------- |
|        | Ermita de Santa Maria de la Cabeça | Vila-sana | església ermita              | Estil: arquitectura popular | 41° 39′ 49″ N, 0° 55′ 40″ E / 41.66373°N,0.92782°E | bé integrant del patrimoni cultural català |                          | Modifica les dades a Wikidata |
|        | Sant Miquel de Vila-sana           | Vila-sana | església església parroquial | Estil: arquitectura popular | 41° 39′ 48″ N, 0° 55′ 42″ E / 41.6633°N,0.92828°E  | bé integrant del patrimoni cultural català | Sant Miquel de Vila-sana | Modifica les dades a Wikidata |

## granja
| imatge | Nom                     | Ubicat a  | instància de | Detalls | coordenades                                                          | Protecció | Commons (més fotos) | Dades a WD                    |
| ------ | ----------------------- | --------- | ------------ | ------- | -------------------------------------------------------------------- | --------- | ------------------- | ----------------------------- |
|        | Granja de l'Àngel Porta | Vila-sana | granja       |         | 41° 40′ 16″ N, 0° 55′ 31″ E / 41.6709890389579°N,0.925292905971748°E |           |                     | Modifica les dades a Wikidata |
|        | Granja del Mata         | Vila-sana | granja       |         | 41° 40′ 23″ N, 0° 54′ 53″ E / 41.6730834247732°N,0.914618586992708°E |           |                     | Modifica les dades a Wikidata |

## masia
| imatge | Nom                             | Ubicat a  | instància de | Detalls                                                  | coordenades                                                            | Protecció                                  | Commons (més fotos)       | Dades a WD                    |
| ------ | ------------------------------- | --------- | ------------ | -------------------------------------------------------- | ---------------------------------------------------------------------- | ------------------------------------------ | ------------------------- | ----------------------------- |
|        | Ca l'Aragonès                   | Vila-sana | masia        |                                                          | 41° 40′ 41″ N, 0° 56′ 10″ E / 41.678134253563°N,0.93608420494083°E     |                                            |                           | Modifica les dades a Wikidata |
|        | Cal Gep                         | Vila-sana | masia        |                                                          | 41° 40′ 03″ N, 0° 56′ 47″ E / 41.667441°N,0.946431°E 263 msnm          |                                            |                           | Modifica les dades a Wikidata |
|        | Cal Senyor                      | Vila-sana | masia        | Estil: arquitectura popular                              | 41° 39′ 49″ N, 0° 55′ 51″ E / 41.6635°N,0.93093°E ca:Carrer Urgell, 10 | bé integrant del patrimoni cultural català | Cal Senyor (Vila-sana)    | Modifica les dades a Wikidata |
|        | Cal Valls                       | Vila-sana | masia        | Estil: arquitectura popular Estat: enderrocat o destruït |                                                                        | bé integrant del patrimoni cultural català |                           | Modifica les dades a Wikidata |
|        | Masia Montserrat                | Vila-sana | masia        | Estil: arquitectura popular                              | 41° 38′ 37″ N, 0° 55′ 51″ E / 41.6437°N,0.93076°E                      | bé integrant del patrimoni cultural català | Masia Felip (Vila-sana)   | Modifica les dades a Wikidata |
|        | Masia del Merlet                | Vila-sana | masia        |                                                          | 41° 38′ 37″ N, 0° 53′ 50″ E / 41.6436588802743°N,0.897305348691349°E   |                                            |                           | Modifica les dades a Wikidata |
|        | Torre de Ca l'Antueta           | Vila-sana | masia        |                                                          | 41° 39′ 32″ N, 0° 55′ 38″ E / 41.6588716591869°N,0.927087184954306°E   |                                            |                           | Modifica les dades a Wikidata |
|        | Torre de l'Espussal             | Vila-sana | masia        |                                                          | 41° 39′ 50″ N, 0° 55′ 26″ E / 41.6639008153779°N,0.923791004562546°E   |                                            |                           | Modifica les dades a Wikidata |
|        | Torre de l'Hostet               | Vila-sana | masia        |                                                          | 41° 40′ 19″ N, 0° 56′ 45″ E / 41.672053827536°N,0.945955932685685°E    |                                            |                           | Modifica les dades a Wikidata |
|        | Torre del Cabús                 | Vila-sana | masia        |                                                          | 41° 39′ 53″ N, 0° 55′ 13″ E / 41.6647895968695°N,0.920147141772941°E   |                                            |                           | Modifica les dades a Wikidata |
|        | Torre del Carulla               | Vila-sana | masia        |                                                          | 41° 39′ 04″ N, 0° 55′ 42″ E / 41.6510317016609°N,0.928347357240122°E   |                                            |                           | Modifica les dades a Wikidata |
|        | Torre del Castanyer             | Vila-sana | masia        |                                                          | 41° 39′ 13″ N, 0° 55′ 23″ E / 41.6534753802345°N,0.92302115506368°E    |                                            |                           | Modifica les dades a Wikidata |
|        | Torre del Faixes                | Vila-sana | masia        |                                                          | 41° 39′ 53″ N, 0° 53′ 14″ E / 41.664637992141°N,0.88727115417668°E     |                                            |                           | Modifica les dades a Wikidata |
|        | Torre del Ferreret              | Vila-sana | masia        |                                                          | 41° 39′ 18″ N, 0° 55′ 03″ E / 41.6550608550141°N,0.917566082830052°E   |                                            |                           | Modifica les dades a Wikidata |
|        | Torre del Francès               | Vila-sana | masia        |                                                          | 41° 39′ 11″ N, 0° 56′ 30″ E / 41.653016847773°N,0.94169002241703°E     |                                            |                           | Modifica les dades a Wikidata |
|        | Torre del Fraret                | Vila-sana | masia        | Estil: arquitectura popular                              | 41° 39′ 46″ N, 0° 55′ 28″ E / 41.6629°N,0.92448°E                      | bé integrant del patrimoni cultural català | Torre del Fraret          | Modifica les dades a Wikidata |
|        | Torre del Gabriel de la Novella | Vila-sana | masia        |                                                          | 41° 39′ 54″ N, 0° 54′ 18″ E / 41.6648724321336°N,0.904878538245066°E   |                                            |                           | Modifica les dades a Wikidata |
|        | Torre del Greoles               | Vila-sana | masia        |                                                          | 41° 39′ 54″ N, 0° 56′ 21″ E / 41.6649089308316°N,0.93926479141847°E    |                                            |                           | Modifica les dades a Wikidata |
|        | Torre del Macip                 | Vila-sana | masia        |                                                          | 41° 39′ 23″ N, 0° 55′ 50″ E / 41.6562968057087°N,0.930640496305553°E   |                                            |                           | Modifica les dades a Wikidata |
|        | Torre del Sangrà                | Vila-sana | masia        |                                                          | 41° 40′ 20″ N, 0° 54′ 53″ E / 41.67234328999°N,0.91464722852951°E      |                                            |                           | Modifica les dades a Wikidata |
|        | Torre del Secantí               | Vila-sana | masia        |                                                          | 41° 39′ 53″ N, 0° 56′ 06″ E / 41.6645960078574°N,0.934878771012187°E   |                                            |                           | Modifica les dades a Wikidata |
|        | Torre del Tolla                 | Vila-sana | masia        |                                                          | 41° 38′ 34″ N, 0° 56′ 25″ E / 41.6428701522065°N,0.940279603918022°E   |                                            |                           | Modifica les dades a Wikidata |
|        | Torre del Xatmar                | Vila-sana | masia        | Estil: arquitectura popular                              | 41° 39′ 49″ N, 0° 53′ 46″ E / 41.6635°N,0.89611°E                      | bé integrant del patrimoni cultural català | Torre del Xatmar          | Modifica les dades a Wikidata |
|        | la Novella Alta                 | Vila-sana | masia        | Estil: arquitectura popular                              | 41° 39′ 27″ N, 0° 54′ 28″ E / 41.6575°N,0.90775°E                      | bé integrant del patrimoni cultural català | Novella Alta (Vila-sana)  | Modifica les dades a Wikidata |
|        | la Novella Baixa                | Vila-sana | masia        | Estil: arquitectura popular                              | 41° 39′ 29″ N, 0° 53′ 33″ E / 41.658°N,0.89252°E                       | bé integrant del patrimoni cultural català | Novella Baixa (Vila-sana) | Modifica les dades a Wikidata |
|        | la Pleta                        | Vila-sana | masia        |                                                          | 41° 40′ 10″ N, 0° 55′ 52″ E / 41.6695473274291°N,0.931249046075657°E   |                                            |                           | Modifica les dades a Wikidata |

## polígon industrial
| imatge | Nom                                                                    | Ubicat a  | instància de       | Detalls | coordenades                                                          | Protecció | Commons (més fotos) | Dades a WD                    |
| ------ | ---------------------------------------------------------------------- | --------- | ------------------ | ------- | -------------------------------------------------------------------- | --------- | ------------------- | ----------------------------- |
|        | Parc d'Activitats Agroalimentàries Pla d'Urgell-Zona Industrial Ponent | Vila-sana | polígon industrial |         | 41° 38′ 44″ N, 0° 54′ 11″ E / 41.6454583385356°N,0.9031184085534°E   |           |                     | Modifica les dades a Wikidata |
|        | Polígon industrial Vila-sana                                           | Vila-sana | polígon industrial |         | 41° 39′ 48″ N, 0° 56′ 02″ E / 41.6633508909323°N,0.933753534456383°E |           |                     | Modifica les dades a Wikidata |

## Misc
| imatge | Nom                            | Ubicat a                                                                | instància de                                           | Detalls                                                                   | coordenades                                                                                           | Protecció                                  | Commons (més fotos)       | Dades a WD                    |
| ------ | ------------------------------ | ----------------------------------------------------------------------- | ------------------------------------------------------ | ------------------------------------------------------------------------- | --- | ------------------------------------------ | ------------------------- | ----------------------------- |
|        | Panteó de Josep Pertagás       | Vila-sana                                                               | mausoleu                                               | Estil: arquitectura modernista                                            | 41° 39′ 56″ N, 0° 55′ 29″ E / 41.665459°N,0.924622°E                                                  |                                            |                           | Modifica les dades a Wikidata |
|        | Parc Industrial                | Vila-sana                                                               | nucli de població nucli d'entitat singular de població | 3 hab                                                                     | 41° 38′ 43″ N, 0° 54′ 12″ E / 41.64533184°N,0.90337111°E 246 msnm                                     |                                            |                           | Modifica les dades a Wikidata |
|        | Vila-sana                      | Vila-sana                                                               | entitat singular de població capital municipal         | 744 hab                                                                   | 41° 39′ 48″ N, 0° 55′ 50″ E / 41.66325973°N,0.93048596°E 254 msnm                                     |                                            |                           | Modifica les dades a Wikidata |
|        | canal auxiliar d'Urgell        | Noguera Pla d'Urgell Segrià                                             | canal de reg                                           | Desemboca: canal d'Urgell                                                 | 41° 42′ 28″ N, 0° 55′ 39″ E / 41.707651°N,0.927486°E                                                  |                                            |                           | Modifica les dades a Wikidata |
|        | casa consistorial de Vila-sana | Vila-sana                                                               | casa consistorial                                      |                                                                           | 41° 39′ 48″ N, 0° 55′ 38″ E / 41.66342°N,0.9272822°E                                                  |                                            |                           | Modifica les dades a Wikidata |
|        | estany d'Ivars i Vila-sana     | Ivars d'Urgell Vila-sana                                                | llac zona humida àrea protegida                        | Llarg: 1.82km Ample: 722m Superfície: 1.06km²                             | 41° 40′ 57″ N, 0° 56′ 55″ E / 41.68261°N,0.948504°E plana d'Urgell 231 msnm                           |                                            | Estany d'Ivars            | Modifica les dades a Wikidata |
|        | la Casa Vella (Vila-sana)      | Vila-sana                                                               | casa                                                   | Estil: arquitectura popular                                               | 41° 39′ 50″ N, 0° 55′ 41″ E / 41.66378°N,0.92797°E                                                    | bé integrant del patrimoni cultural català | La Casa Vella (Vila-sana) | Modifica les dades a Wikidata |
|        | plataner de Vila-sana          | Vila-sana                                                               | arbre singular                                         | Taxon: plàtan (Platanus ×hispanica) Ample: 23m Alt: 30.5m Perímetre: 4.7m | 41° 39′ 42″ N, 0° 55′ 24″ E / 41.66171°N,0.92335°E ca:Camí de Palau d'Anglesola 247 msnm              | arbre monumental                           | Plataner de Vila-sana     | Modifica les dades a Wikidata |
|        | riu Corb                       | Noguera Segrià Conca de Barberà Pla d'Urgell Urgell província de Lleida | curs d'aigua                                           | Desemboca: Segre Llarg: 57km                                              | 41° 40′ 41″ N, 0° 42′ 45″ E / 41.678°N,0.71242°E 41° 32′ 33″ N, 1° 21′ 21″ E / 41.542506°N,1.355713°E |                                            | Corb River                | Modifica les dades a Wikidata |